# Moroges
Moroges és un municipi francès, situat al departament de Saona i Loira i a la regió de Borgonya - Franc Comtat. L'any 2007 tenia 573 habitants.

## Demografia

### Població
El 2007 la població de fet de Moroges era de 573 persones. Hi havia 213 famílies, de les quals 48 eren unipersonals (32 homes vivint sols i 16 dones vivint soles), 52 parelles sense fills, 92 parelles amb fills i 21 famílies monoparentals amb fills.
La població ha evolucionat segons el següent gràfic:
Habitants censats

### Habitatges
El 2007 hi havia 288 habitatges, 228 eren l'habitatge principal de la família, 46 eren segones residències i 14 estaven desocupats. 276 eren cases i 11 eren apartaments. Dels 228 habitatges principals, 197 estaven ocupats pels seus propietaris, 28 estaven llogats i ocupats pels llogaters i 3 estaven cedits a títol gratuït; 1 tenia una cambra, 7 en tenien dues, 30 en tenien tres, 71 en tenien quatre i 120 en tenien cinc o més. 187 habitatges disposaven pel capbaix d'una plaça de pàrquing. A 84 habitatges hi havia un automòbil i a 130 n'hi havia dos o més.

### Piràmide de població
La piràmide de població per edats i sexe el 2009 era:
| Homes | Edats   | Dones |
| ----- | ------- | ----- |
| 0     | 95 o +  | 0     |
| 0     | 90 a 94 | 0     |
| 0     | 85 a 89 | 0     |
| 4     | 80 a 84 | 0     |
| 0     | 75 a 79 | 12    |
| 28    | 70 a 74 | 12    |
| 12    | 65 a 69 | 12    |
| 0     | 60 a 64 | 8     |
| 24    | 55 a 59 | 4     |
| 24    | 50 a 54 | 40    |
| 20    | 45 a 49 | 8     |
| 16    | 40 a 44 | 28    |
| 20    | 35 a 39 | 16    |
| 24    | 30 a 34 | 28    |
| 20    | 25 a 29 | 8     |
| 12    | 20 a 24 | 16    |
| 24    | 15 a 19 | 16    |
| 8     | 10 a 14 | 12    |
| 8     | 5 a 9   | 12    |
| 16    | 0 a 4   | 16    |

## Economia
El 2007 la població en edat de treballar era de 386 persones, 297 eren actives i 89 eren inactives. De les 297 persones actives 282 estaven ocupades (154 homes i 128 dones) i 16 estaven aturades (6 homes i 10 dones). De les 89 persones inactives 33 estaven jubilades, 34 estaven estudiant i 22 estaven classificades com a «altres inactius».

### Ingressos
El 2009 a Moroges hi havia 248 unitats fiscals que integraven 606 persones, la mediana anual d'ingressos fiscals per persona era de 18.907 €.

### Activitats econòmiques
Dels 23 establiments que hi havia el 2007, 2 eren d'empreses alimentàries, 3 d'empreses de fabricació d'altres productes industrials, 4 d'empreses de construcció, 4 d'empreses de comerç i reparació d'automòbils, 2 d'empreses d'hostatgeria i restauració, 2 d'empreses d'informació i comunicació, 2 d'empreses de serveis i 4 d'entitats de l'administració pública.
Dels 2 establiments de servei als particulars que hi havia el 2009, 1 era una lampisteria i 1 electricista.
Dels 3 establiments comercials que hi havia el 2009, 1 era una botiga de menys de 120 m², 1 una llibreria i 1 una botiga de roba.
L'any 2000 a Moroges hi havia 34 explotacions agrícoles que ocupaven un total de 1.196 hectàrees.

## Equipaments sanitaris i escolars
El 2009 hi havia 1 escola maternal i 1 escola elemental.

## Poblacions més properes
El següent diagrama mostra les poblacions més properes.